# Menoponidae
Menoponidae es una familia monofilética de piojos de la superfamilia de piojos masticadores, Amblycera, a menudo conocida como la familia de los piojos del pollo. Son ectoparásitos de una amplia gama de aves, incluidos los pollos, lo que los hace importantes para la ciencia veterinaria y la salud humana. Sin embargo, los Menoponidae no son exclusivos de las aves de corral y son parásitos comunes para las aves migratorias, y cada año se descubren más especies.

## Biología
Los géneros y las especies de la familia Menoponidae se identifican por sus antenas cortas, ocultas en las ranuras detrás de los ojos. Para el observador inexperto, puede parecer que no tienen antenas. La mayoría de los piojos también se especializan en regiones específicas de sus huéspedes, como la pelusa en la base de la cola y la cabeza.  De hecho, si se presenta una especie que se adapta mejor a las plumas de la cola la oportunidad de infestar un tipo diferente de plumas, intentarán comer esas plumas pero no podrán reproducirse y pronto morirán. Como taxón dentro del orden Amblycera, los piojos de la familia Menoponidae todavía dependen parcialmente de la sangre como fuente de alimento y, por lo tanto, son más capaces de ser generalistas. Los piojos rascarán y mordisquearán la base de la pluma para obtener esta sangre y los órganos bucales modificados, como la hipofaringe, se utilizan para recolectar la sangre. Debido a su capacidad de utilizar la sangre como fuente de alimento, las familias en el Suborden Amblycera, como Menoponidae, a menudo no se especializan en lugares específicos del huésped y ponen sus huevos en cualquier lugar del huésped. Esta falta de especialización a menudo hace que sea más difícil distinguir una especie de otra en Menoponidae, sin el uso de técnicas microscópicas. Al igual que con todos los piojos, los de la familia Menoponidae tienen la capacidad de reproducirse rápidamente y causar brotes a gran escala. Debido al contacto cercano de las aves de corral en producciones a gran escala, esta capacidad a menudo se manifiesta de manera aguda.

## Géneros selectos
- Actornithophilus
- Apterygon
- Austromenopon
- Colpocephalum
- Kurodaia
- Longimenopon
- Menacanthus
- Menopon
- Myrsidea
- Nosopon